# Condado de Martín (Florida)
El condado de Martin es un condado ubicado en el estado de Florida. En 2000, su población era de 126 731 habitantes. Su sede está en Stuart.

## Historia
El condado de Martin fue creado en 1925. Su nombre proviene de John W. Martin, Gobernador de Florida entre 1925 y 1929.

## Demografía
Según el censo de 2000, el condado cuenta con 126 731 habitantes, 55 288 hogares y 36 213 familias residentes. La densidad de población es de 88 hab/km² (228 hab/mi²). Hay 65 471 unidades habitacionales con una densidad promedio de 46 u.a./km² (118 u.a./mi²). La composición racial de la población del condado es 89,88% Blanca, 5,27% Afroamericana o Negra, 0,30% Nativa americana, 0,60% Asiática, 0,10% De las islas del Pacífico, 2,72% de Otros orígenes y 1,14% de dos o más razas. El 7,50% de la población es de origen Hispano o Latino cualquiera sea su raza de origen.
De los 55 288 hogares, en el 21,50% de ellos viven menores de edad, 55,00% están formados por parejas casadas que viven juntas, 7,40% son llevados por una mujer sin esposo presente y 34,50% no son familias. El 29,00% de todos los hogares están formados por una sola persona y 16,00% de ellos incluyen a una persona de más de 65 años. El promedio de habitantes por hogar es de 2,23 y el tamaño promedio de las familias es de 2,71 personas.
El 18,60% de la población del condado tiene menos de 18 años, el 5,30% tiene entre 18 y 24 años, el 22,90% tiene entre 25 y 44 años, el 24,90% tiene entre 45 y 64 años y el 28,20% tiene más de 65 años de edad. La edad media es de 47 años. Por cada 100 mujeres hay 96,40 hombres y por cada 100 mujeres de más de 18 años hay 94,20 hombres.
La renta media de un hogar del condado es de $43 083, y la renta media de una familia es de $53 244. Los hombres ganan en promedio $36 133 contra $27 000 para las mujeres. La renta per cápita en el condado es de $29 584. 8,80% de la población y 5,60% de las familias tienen rentas por debajo del nivel de pobreza. De la población total bajo el nivel de pobreza, el 13,80% son menores de 18 y el 5,20% son mayores de 65 años.

## Ciudades y pueblos

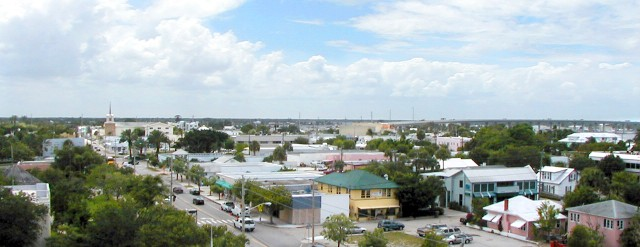
Centro de Stuart, sede del condado.

### Municipalidades
- Pueblo de Jupiter Island
- Pueblo de Ocean Breeze Park
- Pueblo de Sewall's Point
- Ciudad de Stuart

### No incorporadas

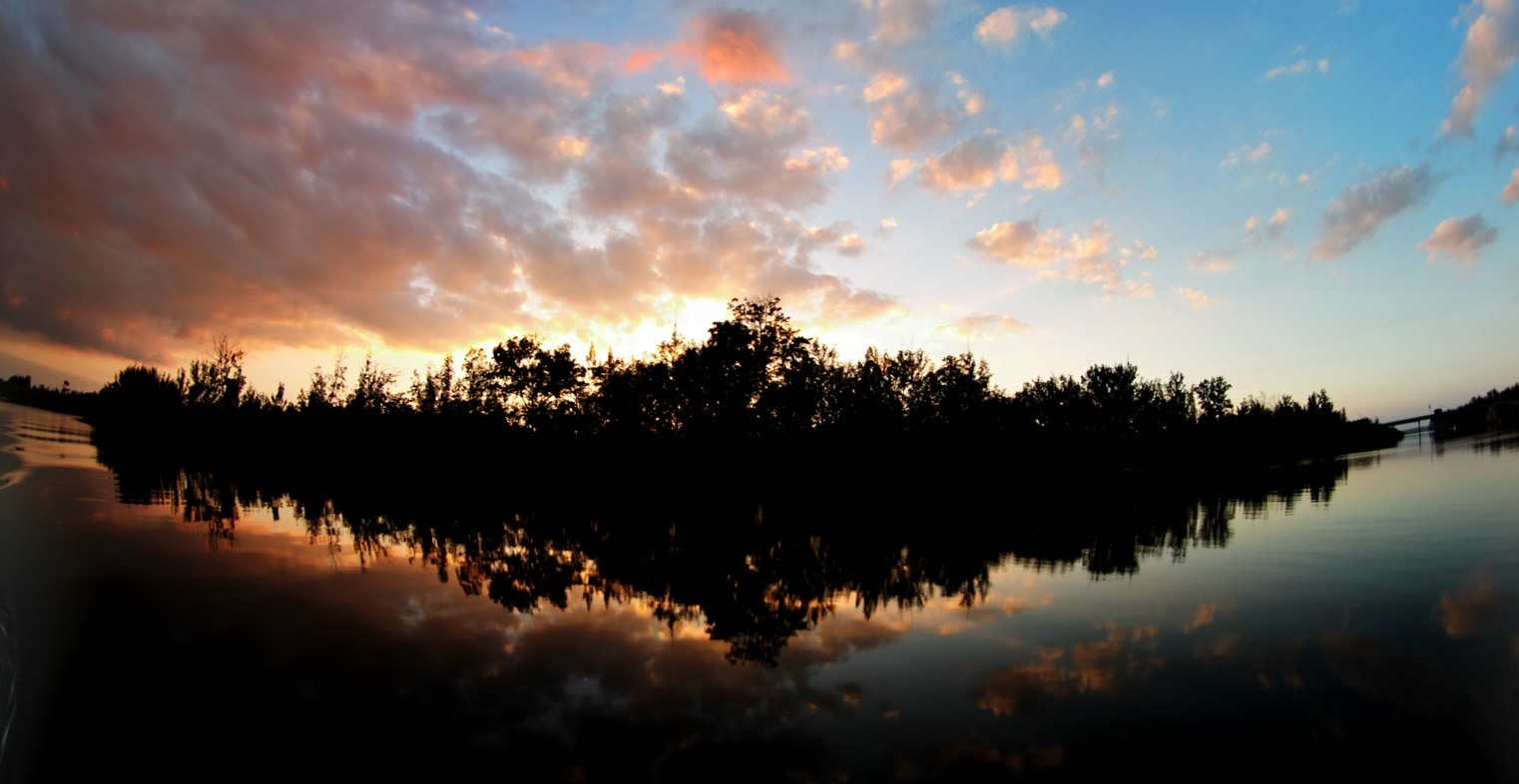
Atardecer cerca de Hobe Sound.

- Hobe Sound
- Indiantown
- Jensen Beach
- North River Shores
- Palm City
- Port Salerno
- Río
- Port Mayaca